# Dialetto prekmuro

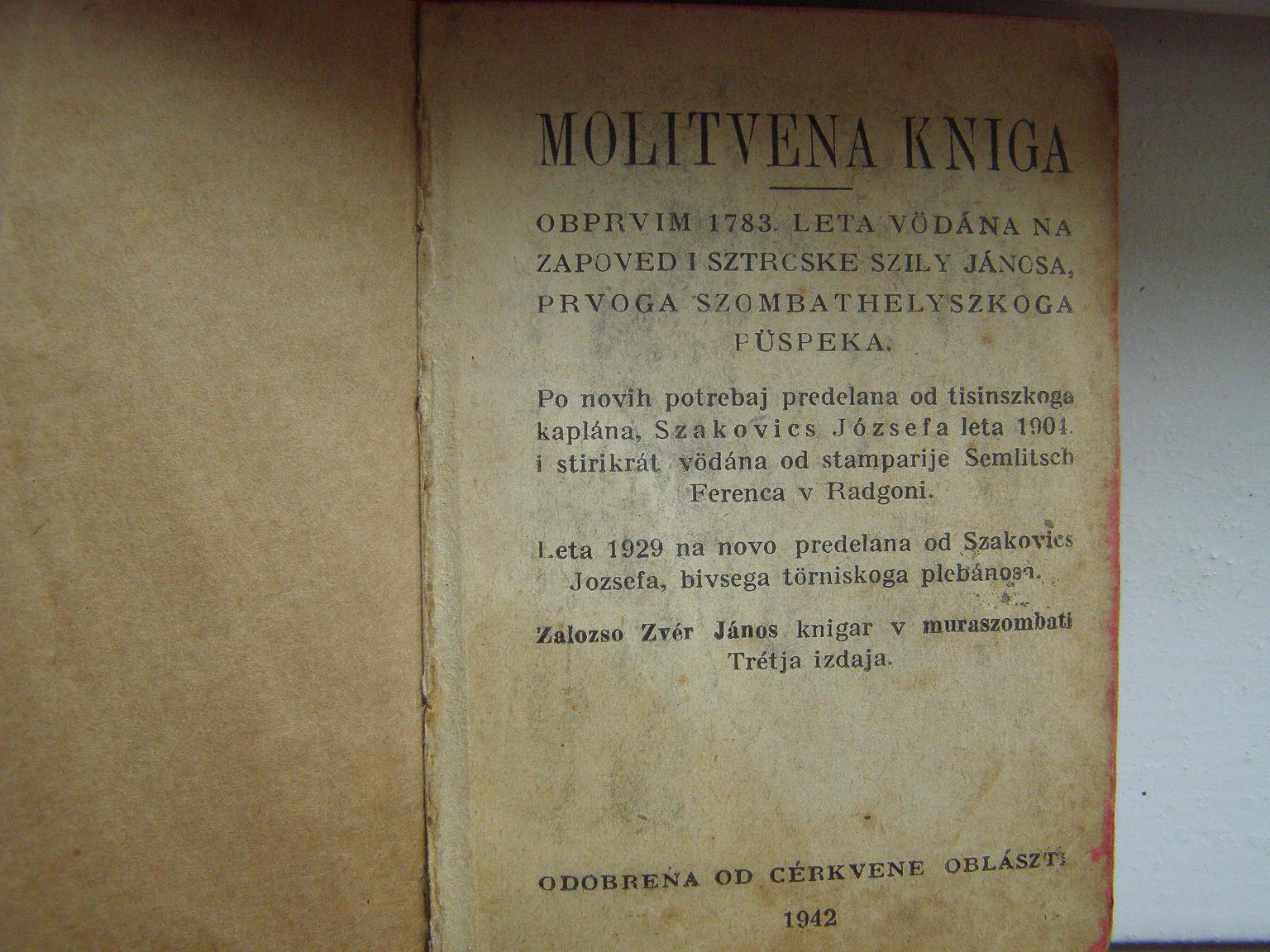
Un libro prekmuro di orazioni dall'anno 1942, utilizzando ancora l'ortografia ungherese

Il dialetto prekmuro (nome nativo prekmürščina o prekmürski jezik; in sloveno prekmurščina o prekmursko narečje; in ungherese vend nyelv o muravidéki nyelv) è una lingua slava sudoccidentale, parlata principalmente nella parte occidentale dell'Ungheria e nella regione slovena dell'Oltremura.

## Storia
Si considera un dialetto arcaico dello sloveno, però con notevoli differenze di vocabolario e anche nella flessione rispetto allo sloveno standard. Una delle sue peculiarità più importanti è la presenza delle vocali ö ed ü, analogamente all'ungherese, e anche di molti vocaboli d'origine ungherese e tedesca.

## Sistema di scrittura
Nell'alfabeto prekmuro ci sono 32 lettere:
| Minuscole | a   | á    | b   | c   | č   | d   | e   | é    | ê          | f   | g   | h   | i         | j   | k   | l   | m   | n   | nj  | o         | ô    | ö   | p   | r   | s   | š   | t   | tj  | u         | ü   | v        | z   | ž   |
| Maiuscole | A   | Á    | B   | C   | Č   | D   | E   | É    | Ê          | F   | G   | H   | I         | J   | K   | L   | M   | N   | Nj  | O         | Ô    | Ö   | P   | R   | S   | Š   | T   | Tj  | U         | Ü   | V        | Z   | Ž   |
| AFI       | [a] | [aː] | [b] | [ʦ] | [ʧ] | [d] | [e] | [eː] | [ej] o [æ] | [f] | [ɡ] | [h] | [i], [iː] | [j] | [k] | [l] | [m] | [n] | [ɲ] | [o], [oː] | [ow] | [ø] | [p] | [r] | [s] | [ʃ] | [t] | [c] | [u], [uː] | [y] | [v], [f] | [z] | [ʒ] |

## Esempio
L'esempio riportato è tratto dalla 3ª edizione della Molitvena kniga, odobrena od cérkvene oblásti del 1942.
| Sloveno | Prekmuro | Croato | Italiano |
| --- | --- | --- | --- |
| Oče naš, ki si v nebesih, posvečeno bodi tvoje ime, pridi k nam tvoje kraljestvo, zgodi se tvoja volja kakor v nebesih tako na zemlji. Daj nam danes naš vsakdanji kruh in odpusti nam naše dolge, kakor tudi mi odpuščamo svojim dolžnikom, in ne vpelji nas v skušnjavo, temveč reši nas hudega. Amen | Oča naš, ki si vu nebésaj! Svéti se Ime tvoje. Pridi králestvo tvoje. Bojdi vola tvoja, kak na nébi, tak i na zemli. Krüha našega vsakdanéšnjega daj nam ga gnes. I odpüsti nam duge naše, kak i mi odpüščamo dužnikom našim. I ne vpelaj nas vu sküšávanje. Nego odslobodi nas od hüdoga. Amen | Oče naš, koji jesi na nebesima, sveti se ime tvoje, dođi kraljevstvo tvoje, budi volja tvoja, kako na nebu tako i na zemlji. Kruh naš svagdanji daj nam danas, i otpusti nam duge naše, kako i mi otpuštamo dužnicima našim, i ne uvedi nas u napast, nego izbavi nas od zla. Amen | Padre nostro, che sei nei cieli, sia santificato il tuo nome, venga il tuo regno, sia fatta la tua volontà come in cielo così in terra. Dacci oggi il nostro pane quotidiano, rimetti a noi i nostri debiti come noi li rimettiamo ai nostri debitori, e non ci indurre in tentazione, ma liberaci dal male. Amen |